# KkStB 760 sorozat
A kkStB 760 sorozat egy szerkocsisgőzmozdony-sorozat volt a cs. kir. osztrák Államvasutaknál (k.k. österreichisen Staatsbahnen, kkStB), amely mozdonyok eredetileg az Osztrák–Magyar Államvasút-Társaságtól (Staats-Eisenbahn-Gesellschaft, StEG) származtak.
A StEG 1900-ban több kísérletet kezdett 1C tengelyelrendezésű mozdonyokkal, amelyek egyaránt megfelelnek személyvonati és tehervonati szolgálatra. Miután a StEG mozdonygyára 1906 és 1909 között elkészítette a túlhevített gőzű mozdonyokat, beszámozták azokat a SEG 38.0 sorozatba a 38.01-38.43 pályaszámokra. Az 1909-es államosítás után a kkStB átsorolta a 760 sorozatba.
Az első világháború után a teljes sorozat a Csehszlovák Államvasutakhoz került a ČSD 344.1 sorozatba. Az 1960-as években selejtezték a sorozatot.

## Fordítás
- Ez a szócikk részben vagy egészben  a   kkStB 760 című német Wikipédia-szócikk fordításán alapul.  Az eredeti cikk szerkesztőit annak laptörténete sorolja fel. Ez a jelzés csupán a megfogalmazás eredetét és a szerzői jogokat jelzi, nem szolgál a cikkben szereplő információk forrásmegjelöléseként. Az eredeti szócikk forrásai szintén ott találhatóak.